# یواس‌اس کانساگا (ای‌اوجی-۱۵)
یواس‌اس کانساگا (ای‌اوجی-۱۵) (به انگلیسی: USS Conasauga (AOG-15)) یک کشتی بود که طول آن ۲۵۴ فوت (۷۷ متر) بود. این کشتی در سال ۱۹۳۲ ساخته شد.